# Championnat de Bolivie de football 1980
Navigation
Saison précédente Saison suivante
La saison 1980 du Championnat de Bolivie de football est la sixième édition du championnat de première division en Bolivie. Les quatorze meilleures formations du pays sont regroupées au sein d'une poule unique où elles affrontent leurs adversaires deux fois, à domicile et à l'extérieur. En fin de saison, le dernier du classement est reléguée en Primera B et remplacé par le champion régional issu de la même ville.
C'est le club de Jorge Wilstermann Cochabamba qui remporte la compétition après avoir terminé en tête du classement final, avec cinq points d'avance sur The Strongest La Paz et dix sur Petrolero Cochabamba. C'est le tout premier titre de champion de l'histoire du club. 

## Qualifications continentales
Les deux premiers du classement final se qualifient pour la phase de groupes de la Copa Libertadores 1981.

## Les clubs participants
| - Jorge Wilstermann Cochabamba - Deportivo Municipal La Paz - Aurora Cochabamba - San José Oruro - Oriente Petrolero - Bolivar La Paz - Real Santa Cruz | - Independiente Unificada Potosi - Club Always Ready - Club Deportivo Guabirá - Club Blooming - The Strongest La Paz - Petrolero Cochabamba - Stormers Sucre |

## Compétition

### Classement
Le barème utilisé pour établir le classement est le suivant :
- Victoire : 2 points
- Match nul : 1 point
- Défaite : 0 point

| Rang | Équipe                         | Pts | J  | G  | N  | P  | Bp | Bc  | Diff |
| ---- | ------------------------------ | --- | -- | -- | -- | -- | -- | --- | ---- |
| 1    | Jorge Wilstermann Cochabamba   | 46  | 26 | 22 | 2  | 2  | 75 | 14  | +61  |
| 2    | The Strongest La Paz           | 41  | 26 | 17 | 5  | 4  | 64 | 25  | +39  |
| 3    | Petrolero Cochabamba           | 36  | 26 | 12 | 12 | 2  | 57 | 24  | +33  |
| 4    | Bolívar La Paz                 | 34  | 26 | 15 | 4  | 7  | 68 | 33  | +35  |
| 5    | Club Blooming                  | 31  | 26 | 13 | 5  | 8  | 66 | 40  | +26  |
| 6    | Oriente PetroleroT             | 30  | 26 | 12 | 6  | 8  | 45 | 42  | +3   |
| 7    | Deportivo Municipal La Paz     | 25  | 26 | 11 | 3  | 12 | 60 | 45  | +15  |
| 8    | Club Deportivo Guabirá         | 24  | 26 | 10 | 4  | 12 | 42 | 53  | -11  |
| 9    | San José Oruro                 | 21  | 26 | 6  | 9  | 11 | 32 | 48  | -16  |
| 10   | Real Santa Cruz                | 20  | 26 | 8  | 4  | 14 | 40 | 65  | -25  |
| 11   | Aurora Cochabamba              | 17  | 26 | 6  | 5  | 15 | 49 | 64  | -15  |
| 12   | Club Always Ready              | 17  | 26 | 7  | 3  | 16 | 40 | 69  | -29  |
| 13   | Independiente Unificada Potosi | 16  | 26 | 5  | 6  | 15 | 28 | 61  | -33  |
| 14   | Stormers Sucre                 | 6   | 26 | 2  | 2  | 22 | 20 | 103 | -83  |

|  | Qualification pour la Copa Libertadores 1981 |
|  | Relégation directe en deuxième division      |
|  | T: Tenant du titre                           |

## Bilan de la saison
| Championnat de Bolivie de football 1980 |                                          |
| Champion                                | Jorge Wilstermann Cochabamba (1er titre) |
| Qualifications continentales            |                                          |
| Copa Libertadores 1981                  | Jorge Wilstermann Cochabamba             |
| Copa Libertadores 1981                  | The Strongest La Paz                     |
| Promotions et relégations               |                                          |
| Promus en Primera A                     | Club Independiente Petrolero             |
| Relégués en Primera B                   | Stormers Sucre                           |